# Fondo unico per lo spettacolo
Il Fondo unico per lo spettacolo (FUS) è il meccanismo utilizzato dal governo italiano per regolare l'intervento pubblico nei settori del mondo dello spettacolo (cinema, teatro, musica, etc).
Il FUS è stato creato con l'articolo 1 della legge 30 aprile 1985, n. 163, presentata al Parlamento dal Ministro per il Turismo e lo Spettacolo, Lelio Lagorio, e promulgata dal Presidente della Repubblica Sandro Pertini per fornire sostegno finanziario ad enti, istituzioni, associazioni, organismi e imprese operanti in cinema, musica, danza, teatro, circo e spettacolo viaggiante, nonché per la promozione ed il sostegno di manifestazioni e iniziative di carattere e rilevanza nazionale in Italia o all'estero.

## Finanziamento
Il FUS viene rifinanziato ogni anno con la legge finanziaria e viene ripartito tra i vari settori con un decreto del Ministero della cultura.
Il finanziamento complessivo dall'istituzione nel 1985 ad oggi è stato delle entità che seguono.
| Anno | Importo     | % PIL  |
| ---- | ----------- | ------ |
| 1985 | 357480000 € | 0,0832 |
| 1986 | 414610000 € | 0,0873 |
| 1987 | 443870000 € | 0,0854 |
| 1988 | 464030000 € | 0,0804 |
| 1989 | 428590000 € | 0,0676 |
| 1990 | 459430000 € | 0,0652 |
| 1991 | 436290000 € | 0,0567 |
| 1992 | 477130000 € | 0,0589 |
| 1993 | 460630000 € | 0,0552 |
| 1994 | 460580000 € | 0,0522 |
| 1995 | 439020000 € | 0,0461 |
| 1996 | 471820000 € | 0,0468 |
| 1997 | 461890000 € | 0,0438 |
| 1998 | 477670000 € | 0,0435 |
| 1999 | 494310000 € | 0,0436 |
| 2000 | 499360000 € | 0,0417 |
| 2001 | 530340000 € | 0,0422 |
| 2002 | 499820000 € | 0,0384 |
| 2003 | 517930000 € | 0,0386 |
| 2004 | 499390000 € | 0,0357 |
| 2005 | 464490000 € | 0,0323 |
| 2006 | 427300000 € | 0,0286 |
| 2007 | 441290000 € | 0,0284 |
| 2008 | 471330000 € | 0,0299 |
| 2009 | 397000 €    | 0,0260 |
| 2010 | 398060000 € | 0,0256 |
| 2011 | 407610000 € | 0,0258 |
| 2012 | 411464000 € | 0,0263 |
| 2013 | 389077276 € | 0,0249 |
| 2014 | 406229000 € |        |
| 2015 | 406229000 € |        |
| ---  |             |        |
| 2022 | 423191856 € |        |
| 2023 | 420291856 € |        |

Andamento delle risorse destinate al FUS (2007-2021) al netto dei 3 capitoli riguardanti la cinematografia
| Anno | Importo        |
| ---- | -------------- |
| 2007 | 363638136,39 € |
| 2008 | 381260462,57 € |
| 2009 | 329924885,29 € |
| 2010 | 323094057,17 € |
| 2011 | 347122509,46 € |
| 2012 | 335375565,03 € |
| 2013 | 315928474,82 € |
| 2014 | 319957521,30 € |
| 2015 | 329456895,03 € |
| 2016 | 329936173,17 € |
| 2017 | 350342594,50 € |
| 2018 | 353106946,28 € |
| 2019 | 328723547,46 € |
| 2020 | 343556513,66 € |
| 2021 | 408389419,00 € |

Il FUS è ripartito tra i diversi settori (ai sensi dell'art. 2 della Legge 163/1985), in ragione di quote non inferiori al 45% per le attività musicali e di danza, al 25% per le attività cinematografiche, al 15% per quelle del teatro di prosa ed all'1% per le attività circensi e dello spettacolo viaggiante. Nell'anno 2014 la ripartizione è stata la seguente.
| Ambito                                     | Percentuale | Direzione                     |
| ------------------------------------------ | ----------- | ----------------------------- |
| Fondazioni liriche                         | 47,00%      | Direzione Spettacolo dal vivo |
| Attività musicali                          | 14,10%      | Direzione Spettacolo dal vivo |
| Attività di danza                          | 2,64%       | Direzione Spettacolo dal vivo |
| Attività teatrali di prosa                 | 16,04%      | Direzione Spettacolo dal vivo |
| Attività circensi e spettacolo viaggiante  | 1,40%       | Direzione Spettacolo dal vivo |
| Attività cinematografiche                  | 18,59%      | Direzione Cinema              |
| Osservatorio dello Spettacolo              | 0,20%       | Altro                         |
| Spese funzionamento Comitati e Commissioni | 0,03%       | Altro                         |

## Spettacolo dal Vivo
A seguito della riforma operata dal cosiddetto "Decreto Cultura" (decreto-legge 8 agosto 2013, n. 91, convertito con legge 7 ottobre 2013, n. 112) l'erogazione dei contributi per lo spettacolo dal vivo è disciplinata da un regolamento ministeriale (adottato con Decreto del Ministro dei beni e delle attività culturali e del turismo 1º luglio 2014).
Questa disciplina secondaria ha introdotto dei nuovi criteri di attribuzione dei contributi. L'assegnazione dei contributi avviene sulla base della presentazione da parte di ciascun soggetto di un progetto artistico triennale. Per ogni categoria di attività finanziate. Il meccanismo di assegnazione è prevalentemente automatico, con una quota minoritaria riservata alla valutazione discrezionale delle commissioni tecniche. Per ciascun ambito di attività finanziate sono individuate una serie di categorie di soggetti finanziati, individuate dai criteri per l'erogazione dei contributi allo spettacolo dal vivo.
Le categorie individuate, ai fini dell'assegnazione dei contributi FUS, sono le seguenti.
|        | PRODUZIONE                              | PRODUZIONE                                        | PRODUZIONE                           | PRODUZIONE                           | PROGRAMMAZIONE              | PROGRAMMAZIONE                                            | PROGRAMMAZIONE                |
| ------ | --------------------------------------- | ------------------------------------------------- | ------------------------------------ | ------------------------------------ | --------------------------- | --------------------------------------------------------- | ----------------------------- |
| TEATRO | TEATRI NAZIONALI (ART. 10)              | TEATRI DI RILEVANTE INTERESSE CULTURALE (ART. 11) | IMPRESE DI PRODUZIONE (ART. 14)      | CENTRI DI PRODUZIONE (ART. 15)       | CIRCUITI (ART. 16)          | ORGANISMI DI PROGRAMMAZIONE (ART. 17)                     | FESTIVAL (ART. 18)            |
| MUSICA | TEATRI DI TRADIZIONE (ART. 19)          | ICO (ART. 20)                                     | ATTIVITÀ LIRICHE ORDINARIE (ART. 21) | COMPLESSI STRUMENTALI (ART. 22)      | CIRCUITI (ART. 23)          | PROGRAMMAZIONE ATTIVITÀ CONCERTISITICA E CORALE (ART. 24) | FESTIVAL (ART. 25)            |
| DANZA  | ORGANISMI DI PRODUZIONE DANZA (ART. 26) | ORGANISMI DI PRODUZIONE DANZA (ART. 26)           | CENTRI DI PRODUZIONE DANZA (ART. 27) | CENTRI DI PRODUZIONE DANZA (ART. 27) | CIRCUITI (ART. 28)          | ORGANISMI DI PROGRAMMAZIONE (ART. 29)                     | FESTIVAL E RASSEGNE (ART. 30) |
| CIRCO  | ATTIVITÀ CIRCENSE (ART. 33)             | ATTIVITÀ CIRCENSE (ART. 33)                       | ATTIVITÀ CIRCENSE (ART. 33)          | ATTIVITÀ CIRCENSE (ART. 33)          | FESTIVAL CIRCENSI (ART. 34) | FESTIVAL CIRCENSI (ART. 34)                               | FESTIVAL CIRCENSI (ART. 34)   |

Per l'ambito teatro, le categorie individuate sono le seguenti.
PRODUZIONE
| Categorie                               | Soggetti accreditati | Definizione | Requisiti annuali                                                                                           | Riferimento normativo |
| --------------------------------------- | -------------------- | --- | --- | --------------------- |
| Teatri nazionali                        | 7                    | Organismi che svolgano attività teatrale di notevole prestigio nazionale e internazionale e che si connotino per la loro tradizione e storicità.                  | 240 giornate recitative di produzione e di 15.000 giornate lavorative                                       | Art. 10 D.M.          |
| Teatri di rilevante interesse culturale | 19                   | Organismi che svolgano attività di produzione teatrale di rilevante interesse culturale prevalentemente nell'ambito della regione di appartenenza                 | 160 giornate recitative di produzione e di 6000 giornate lavorative                                         | Art. 11 D.M.          |
| Imprese di produzione teatrale          | 160                  | Imprese di produzione teatrale, commedia musicale e operetta | 110 giornate recitative e 1300 giornate lavorative                                                          | Art. 14 D.M.          |
| Centri di produzione teatrale           | 29                   | Organismi che svolgono attività di produzione e di esercizio presso un massimo di tre sale teatrali, per un totale di almeno 300 posti con una sala di almeno 200 | 120 giornate recitative di produzione, 100 giornate recitative di programmazione e 3500 giornate lavorative | Art. 15 D.M.          |

PROGRAMMAZIONE
| Categorie                   | Soggetti accreditati | Definizione | Requisiti annuali        | Riferimento normativo |
| --------------------------- | -------------------- | --- | ------------------------ | --------------------- |
| Circuiti regionali          | 3                    | Circuiti regionali, che svolgano attività di distribuzione, promozione e formazione del pubblico in idonee sale teatrali di cui l'organismo ha la disponibilità | 160 giornate recitative  | Art. 16 D.M.          |
| Organismi di programmazione | 14                   | Organismi di programmazione, gestori di una sala teatrale | 2000 giornate lavorative | Art. 17 D.M.          |
| Festival                    | 27                   | soggetti pubblici e privati organizzatori di festival di particolare rilievo nazionale e internazionale che contribuiscano alla diffusione e allo sviluppo della cultura teatrale, alla integrazione del teatro con il patrimonio artistico e alla promozione del turismo culturale | 2000 giornate lavorative | Art. 18 D.M.          |

Ogni anno l'Osservatorio dello spettacolo costituito presso il Ministero dei beni e delle attività culturali e inquadrato nella Direzione generale spettacoli dal vivo, redige una relazione riguardante l'utilizzo dei finanziamenti previsti dal FUS che viene presentata dal ministro al Parlamento. L'ultima relazione pubblicata sul sito del ministero è quella relativa all'anno 2013.

## Critiche
Diversi economisti, politici e giornalisti propongono da anni l'abolizione del FUS oppure il suo ridimensionamento. Membri dell'Istituto Bruno Leoni sostengono, ad esempio, che la malagestione dei fondi regalati dallo Stato italiano tramite il FUS ad enti lirici, fondazioni, teatri e cinema sarebbe innanzitutto viziata da un'assegnazione clientelare dei fondi stessi, basata più sulle amicizie tra gestori e politici che sulla qualità dell'opera finanziata, e poi ad una distorsione del mercato dei beni culturali italiani, ad un sistema di concorrenza sleale tra beneficiari e non-beneficiari, ed infine ad un abbassamento generale della qualità dei progetti d'arte proposti.
Essendo poi i soggetti ed i progetti finanziati dal FUS sempre gli stessi ogni anno, gli studiosi dell'Istituto Bruno Leoni si chiedono:
(BrunoLeoni.it - Uno spettacolo che non deve continuare)